# Baddeckenstedt
Baddeckenstedt est une municipalité allemande du land de Basse-Saxe et de l'arrondissement de Wolfenbüttel.

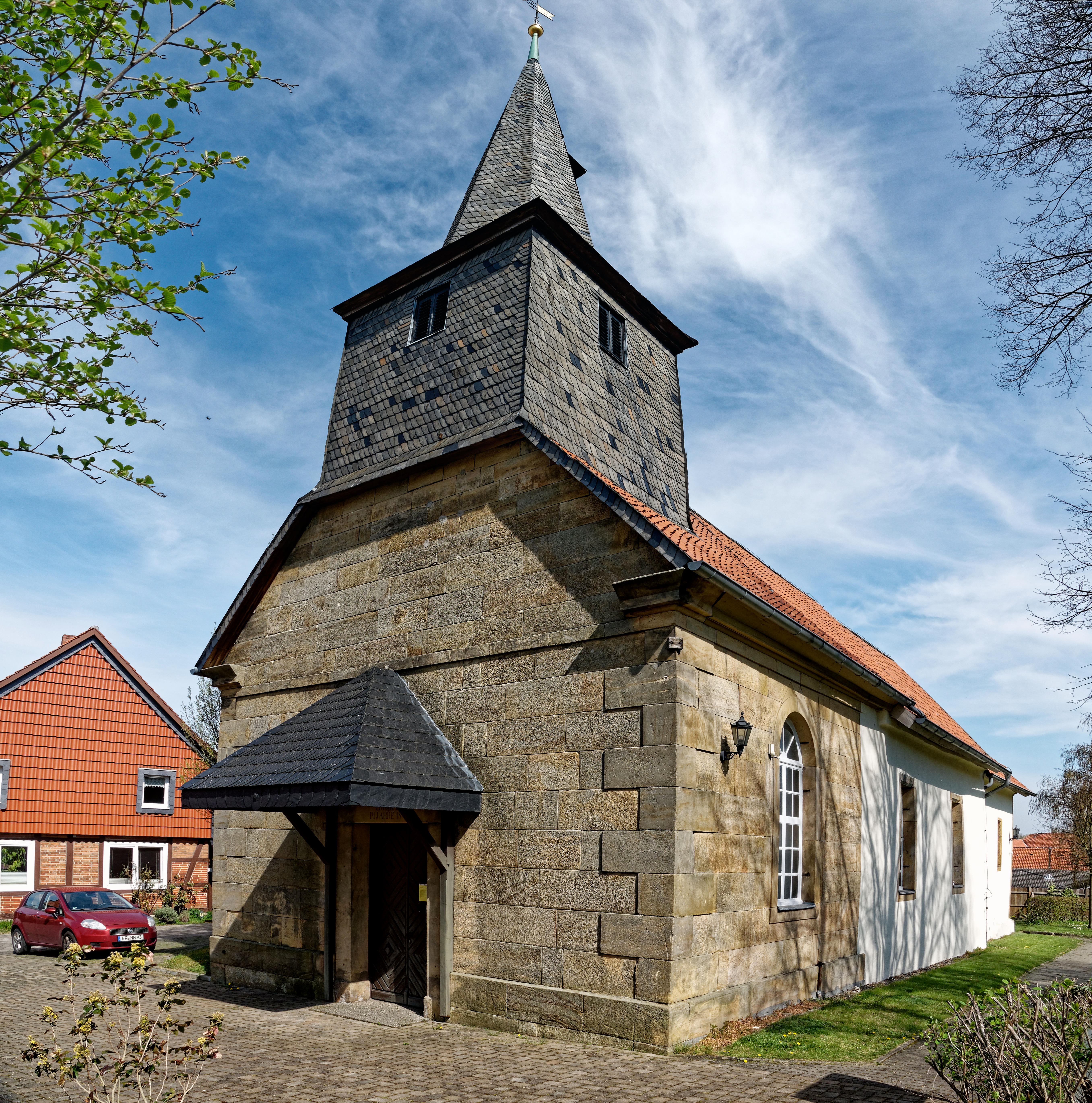
Église Saint Paul de Baddeckenstedt